# Adolphe de Vrière

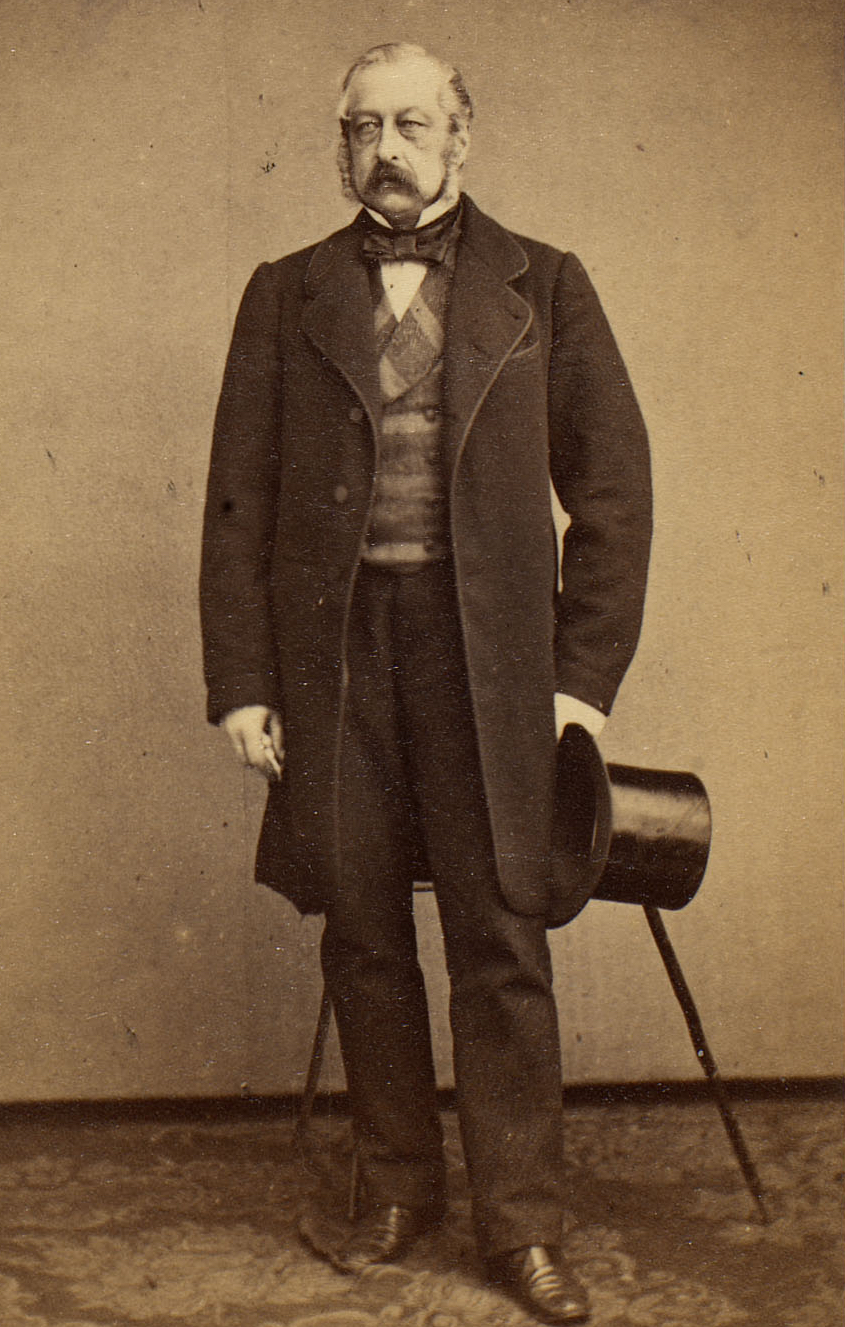

Adolphe Pierre Aloïs de Vrière, Baron de Vrière (* 9. April 1806 in Brügge, Frankreich, heute: Belgien; † 16. Juli 1885 in Laeken/Laken) war ein belgischer Diplomat und Politiker, der zwischen 1857 und 1861 Außenminister Belgiens war und dem 1861 der Ehrentitel eines Staatsministers verliehen wurde.

## Leben
Adolphe Pierre Aloïs de Vrière war ein Sohn des Politikers Aloïs de Vrière, der 1825 in den erblichen Adelstand eines Barons erhoben wurde und der zwischen 1830 und 1835 Beigeordneter von Brügge war. Er selbst absolvierte ein Studium der Rechtswissenschaften an der Universität Leiden und wurde nach der belgischen Revolution im Oktober 1830 Bezirkskommissar im Bezirk Brügge sowie im Anschluss 1831 Gesandtschaftssekretär an der Gesandtschaft im Königreich Preußen und im Königreich Sachsen. Im Anschluss war er zwischen 1841 und 1845 Geschäftsträger des Gesandtschaft im Königreich Dänemark sowie von 1845 bis 1847 an der Gesandtschaft im Königreich Portugal, ehe er zuletzt 1847 Gesandter im Königreich Portugal war.
Nach seiner Rückkehr erbte Adolphe de Vrière den Titel des Baron de Vrière von seinem 1847 verstorbenen Vater und war im Anschluss zwischen 1847 und 1848 Gouverneur der Provinz Namur. Danach war er von 1848 bis 1849 Gouverneur der Provinz Hennegau sowie zwischen 1849 und 1857 Gouverneur der Provinz Westflandern. 1857 wurde er Mitglied der Abgeordnetenkammer, der er bis 1870 angehörte. Am 9. November 1857 übernahm er das Amt des Außenministers in der dritten Regierung von Premierminister Charles Rogier. Das Amt des Außenministers hatte er bis zu seinem Rücktritt am 26. Oktober 1861 inne, woraufhin Premierminister Rogier dieses Amt zusätzlich übernahm. Grund seines Rücktritts war seine Ablehnung, das Königreich Italien anzuerkennen, welches er als einen Anschlag auf den Kirchenstaat sah. Am 4. November 1861 wurde ihm der Ehrentitel eines Staatsministers verliehen.
Ihm wurde für seine Verdienste das Großkreuz des Leopoldsordens sowie das Eiserne Kreuz 1830 verliehen.